# Annales de Lorsch
L'expression ambiguë « Annales de Lorsch » (qui correspond aux deux expressions latines Annales Laurissenses et Annales Laureshamenses) renvoie principalement à trois ensembles différents d'annales de l'époque carolingienne, dont le lien avec l'abbaye de Lorsch n'est pas le même (et peut être conventionnel) :
- Les Annales Laurissenses minores (« Petites Annales de Lorsch ») sont un maigre compte-rendu de l'histoire des Francs commençant par une brève évocation (en une phrase) du principat de Pépin de Herstal et se développant ensuite de 715 (début de la carrière de Charles Martel) jusqu'en 817 (en organisant les événements selon les années de principat de Charles Martel, Pépin le Bref, Charlemagne et Louis le Pieux). Le texte d'origine allait jusqu'en 787 ; il a été composé par un moine de l'abbaye de Lorsch (cf. « in monasterio nostro Lauresham » dans la 26e année de Pépin le Bref et la 8e année de Charlemagne) ; il l'a été essentiellement après le 16 octobre 786 (cf. « post quem Lulus episcopus annos 32 » dans la 17e année de Pépin le Bref, évoquant les trente-deux ans d'épiscopat de Lull de Mayence). Jusqu'en 741 (mort de Charles Martel), tout vient de la Chronique de Frédégaire ; ensuite le texte est plus original, ou vient de la même source que les Annales regni Francorum, qui sont bien plus détaillés. Dans le manuscrit utilisé au XVIIe siècle par le premier éditeur Peter Lambeck (trouvé dans la bibliothèque impériale de Vienne, venant de l'abbaye de Fulda), il y a un prolongement jusqu'en 817 dû à un moine de cette dernière abbaye. Dans un autre manuscrit ayant appartenu à Jacques Bongars (venant de l'abbaye Saint-Remi de Reims, aujourd'hui à la bibliothèque universitaire de Berne), il y a un autre prolongement plus court, allant aussi jusqu'en 817 (manuscrit copié entre 839 et 845, sans doute à l'abbaye Saint-Vaast d'Arras, contenant aussi les Chroniques d'Isidore de Séville et de Bède le Vénérable, l' Histoire des Lombards de Paul Diacre, etc.). Il y a un troisième manuscrit, du Xe siècle, venant de l'abbaye Saint-Vaast, décrit par l'abbé Lebeuf (Mémoires de l'Académie des Inscriptions, t. XXIV, p. 688).
- Les Annales Laurissenses majores (« Grandes Annales de Lorsch ») sont appelés de nos jours Annales regni Francorum. C'est l'histoire du royaume des Francs de 741 à 829, c'est-à-dire depuis l'avènement de Pépin le Bref, existant en deux versions un peu différentes jusqu'en 801 (Annales qui dicuntur Einhardi). C'est une production de la cour royale, puis impériale. L'ancien nom vient du fait que le manuscrit le plus anciennement connu, édité en 1603 par Henri Canisius, provenait de l'abbaye de Lorsch ; ce manuscrit contenait d'ailleurs seulement un texte allant de 741 à 788 (premier « bloc » rédigé cette année-là à la cour de Charlemagne), avec un prolongement pour les années 789 à 793.
- Les Annales Laureshamenses sont un texte publié en 1790 par Aemilian Ussermann, bibliothécaire de l'abbaye Saint-Blaise, dans ses Germaniæ sacræ prodromus seu collectio monumentorum res Alemannicas illustrantium (tome I, Saint-Blaise, imprimerie du monastère), d'après un manuscrit trouvé dans l'abbaye (ce manuscrit disparut ensuite à cause des troubles des guerres napoléoniennes et ne fut retrouvé qu'en 1889 dans l'abbaye Saint-Paul du Lavanttal, où les moines de Saint-Blaise s'étaient réfugiés). C'est une histoire qui va de 703 à 803, recopiée sans doute en 835 par un scribe. Elle est constituée de deux parties très différentes : de 703 à 768 (avènement de Charlemagne), ce sont de petites annales monastiques typiques (annales minores), très succinctes, qui se retrouvent en plusieurs exemplaires dans des manuscrits venant de monastères de la région alémanique (abbaye de Murbach, l'origine probable, de Reichenau, de Saint-Gall) et du bassin de la Moselle, prolongation de la Chronica minor de Bède le Vénérable (qui va jusqu'en 703) ; jusqu'en 785, le texte est commun avec les Annales mosellani[2] (qui vont de 703 à 797, et divergent à partir de 786)[3] ; à partir de 778 surtout, le compte-rendu est beaucoup plus étoffé, rivalisant avec celui des Annales regni Francorum ; la partie allant de 768 au début 786 se retrouve exactement dans une chaîne publiée en 1636 par André Duchesne à partir d'un codex Petavianus provenant de l'abbaye Saint-Remi de Reims[4] (après la Chronique de Frédégaire, et avant un fragmentum unicum entre 786 et 791, puis une partie des Annales regni Francorum jusqu'en 806). Le texte formant la seconde partie a dû être produit à la cour de Charlemagne, présentant parfois une version alternative des événements par rapport aux Annales regni Francorum (ou à la version plus élaborée des Annales qui dicuntur Einhardi)[5]. Dans le manuscrit latin n° 515 de la Bibliothèque nationale autrichienne, on trouve la partie du texte allant de 794 à 803, qui est une copie à peu près contemporaine de la rédaction.